# Ropalodontus strandi
Ropalodontus strandi is een keversoort uit de familie houtzwamkevers (Ciidae). De wetenschappelijke naam van de soort werd in 1969 gepubliceerd door Gustav Adolf Lohse.